# Zilveren Anjer
De Zilveren Anjer was een Nederlandse onderscheiding die tussen 1950 en 2023 jaarlijks werd uitgereikt aan personen van onbesproken vaderlands gedrag, die in enigerlei vorm van onverplichte arbeid uitstekende verdiensten hebben verworven voor de Nederlandse cultuur of voor die van het Caribisch deel van het Koninkrijk der Nederlanden en voorheen de Nederlandse Antillen. Vanaf 2024 wordt de Cultuurfonds Onderscheiding uitgereikt.

## Geschiedenis
Op 29 juni 1940, de eerste verjaardag van prins-gemaal Bernhard der Nederlanden in bezettingstijd, werd geprotesteerd tegen de Duitse bezetting. Dit protest uitte zich in het dragen van een anjer in het knoopsgat. Deze dag zou later bekendstaan als 'Anjerdag'. Tien jaar later besloten de regent en het bestuur van het inmiddels opgerichte Prins Bernhard Fonds om een onderscheiding in te stellen als blijk van waardering voor personen van onbesproken vaderlands gedrag, die in enigerlei vorm van onverplichte arbeid uitstekende verdiensten hebben verworven voor de Nederlandse cultuur of voor die van de Nederlandse Antillen.
De onderscheiding werd elk jaar, rond de verjaardag van de prins, door hemzelf aan maximaal vijf personen uitgereikt. Na zijn dood nam zijn oudste dochter Beatrix deze taak over.
In 1999 werd de naam van het fonds veranderd in het Prins Bernhard Cultuurfonds; vanaf 7 november 2023 is de naam het Cultuurfonds.

## Oorkonde
Bij de onderscheiding hoort een oorkonde die wordt ondertekend door de voorzitter van het Fonds en de secretaris van de Zilveren Anjer. Op de oorkonde staan het besluit, de gronden van verlening en de materiële grondslag van de onderscheiding beschreven. Deze materiële grondslag wordt gevormd door het legaat van wijlen de soldaat Thijs Taconis, die als agent voor de Britse Special Operations Executive (SOE) boven bezet Nederland werd geparachuteerd en die in 1944 in het concentratiekamp Mauthausen de dood vond. Thijs Taconis wordt in de oorkonde gememoreerd met de woorden Quae Thijs Taconis - mortuus pro patria anno MCMXLIV legavit pro fundamento sunt (Hetgeen Thijs Taconis, gestorven voor het vaderland in 1944 heeft nagelaten, vormt de grondslag).

## Medaille
Eerste type (1950-1954)
De eerste vorm was een klokvormige, zilveren medaille. Op de voorzijde stond een anjer afgebeeld, met op de steel een 'B' voor Bernhard. Langs dit tafereel, in een uitgespaarde rand, aan weerszijden stippellijnen. Langs de onderzijde liep een lint met daarop de tekst Tua res agitur (Het gaat om Uw zaak). De medaille was aan het lint verbonden door middel van een Koninklijke kroon.
Het lint was geel met aan weerszijden een smalle rode baan. Geel en rood zijn de kleuren van het Huis Lippe.
Tweede type (1954-heden)
Dit is een zilveren medaille in de vorm van een rood geëmailleerde heraldische roos. Deze roos is die van het wapen van het Huis van Lippe. Op de voorzijde is een gekroonde gestileerde anjer afgebeeld, waaronder de 'B' van Bernhard. Het omschrift luidt Tua res agitur (Het gaat om Uw zaak). De keerzijde is vlak.

Van dit type zijn miniaturen bekend. Deze miniatuur wijkt af van het modelkruis. De voorzijde vertoont een "B", waarboven een gestileerde anjer.
Het lint is oranje met aan weerszijden een smalle rode baan. Oranje staat voor het Huis Van Oranje en het rood voor het Huis Lippe.

## Laureaten

### 1950-1959
1950
- Dr. J.H. van Heek (1873-1957) - natuurbescherming, monumentenzorg; kocht het Huis Bergh
- P.J. de Kanter (1868-1953) - culturele band met landgenoten buiten de grenzen; richtte de vereniging 'Nederland in den Vreemde' op
- André Thijssen (1901-1976) - mede-initiatiefnemer Passiespelen Tegelen, later ook regisseur
- Jarig van der Wielen (1880-1950) - richtte in 1931 de eerste volkshogeschool op, het Allardsoog (nabij Bakkeveen)

1951
- Prof. dr. Ph. (Philip) Kohnstamm (1875-1951) - volksonderwijs; onder meer oprichter Nutsseminarium voor Pedagogiek en het Nederlands Gesprekscentrum
- K. ter Laan (1871-1963) - vastlegging van het streekeigene in Groningen; onder andere het Nieuw Groninger Woordenboek (1929)
- W.J.H. (Pim) Mulier (1865-1954) - atleet en sportpionier, een van de grondleggers van de moderne sport in Nederland, richtte onder andere de eerste voetbalclub in Nederland op; zie ook Elfstedentocht

1952
- Mej. M.Chr. (Maria) Schouwenaars (1907-1995) - was de initiatiefneemster en grondlegster van de opvoedingsformule van het "Mater Amabilis"-onderwijs ter voorbereiding van de taken van moeder, huisvrouw en echtgenote; daarnaast had ze aandeel in het meisjesvormingswerk onder de naam 'De Zonnebloem'
- Dr. Ernst Heldring (1871-1954) - cultuurconservering; onder andere voorzitter Vereeniging Rembrandt
- Hermanus Hendrikus Kiezebrink (1892-1965) - cultuurconservering; studie Walburgiskerk en librije te Zutphen
- E.P.C. van Vrijberghe de Coningh (pseudoniem Cruys Voorbergh) (1898-1963) - Nederlands Kostuummuseum, inmiddels opgegaan in Gemeentemuseum Den Haag

1953
- Isaac de Bruyn (1873-1953) - verrijking museumbezit; onder andere belangrijke schenkingen aan het Rijksmuseum Amsterdam, waaronder Rembrandts Zelfportret als de apostel Paulus
- Mr. Bastiaan de Gaay Fortman (1884-1961) - geschiedenis van de Nederlandse Antillen en Suriname; geschiedenis van het Reveil in Nederland
- A.M.J. (Auguste) Grégoire (1888-1971) - documentatie ontwikkeling der fotografie; de Universiteitsbibliotheek in Leiden bevat een collectie van 6000 foto's, door Grégoire bijeengebracht
- Leo Linssen (1888-1975) - kunstonderwijs; speelde een belangrijke rol bij de oprichting van de Jan van Eyck Academie in Maastricht

1954
- R.F.W. (Rudolf) Boskaljon (1887-1970) - muziekleven op Curaçao; onder andere stichter en dirigent van het 'Eerste en Tweede Curaçaosche Philharmonisch Orkest'
- Jhr. W.H. de Beaufort (1881-1976) - natuurbescherming; oprichter 'Het Stichtse Landschap'
- Dr. P.C. (Piet) de Brouwer (1874-1961) - culturele ontplooiing in Noord-Brabant; onder andere oprichter St.-Odulphuslyceum te Tilburg, het eerste katholieke lyceum in Noord-Brabant
- Prof. dr. G.A. van Poelje (1884-1976) - jeugdherbergwerk

1955
- Ir. V.W. van Gogh (1890-1978) - instandhouding collectie Vincent van Gogh
- Mr. K.P. van der Mandele (1880-1975) - onder meer betrokken bij opbouw tuindorpen in Rotterdam-Zuid en Kralingen, Rotterdams Philharmonisch Orkest, museum Boijmans, Diergaarde Blijdorp en het cultureel herstel van Rotterdam na de Tweede Wereldoorlog
- W.E.A. Scheelen (1909-1968) - initiatiefnemer en organisator van de eerste internationale Muziekconcours in Kerkrade
- Pater G.W.M. Ahlbrinck C.Ss.R. (1885-1966) - taalkunde en etnologie Suriname en Caraïben

1956

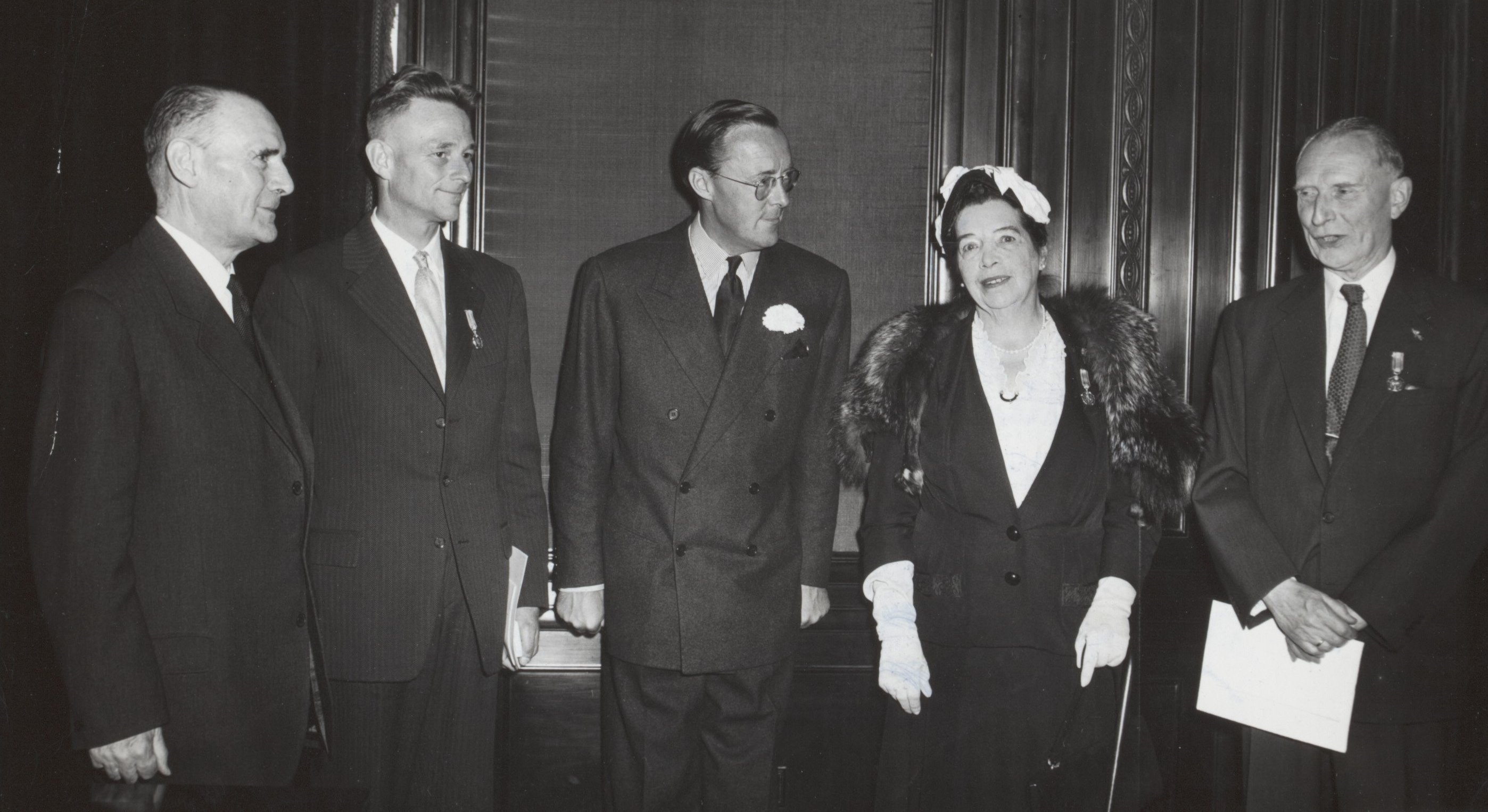
Uitreiking 1956 vlnr Blancquaert, Broekema, prins Bernhard, Westendorp-Osieck, Lugt

- Mevr. J.E. (Betsy) Westendorp-Osieck (1880-1968) - verrijking museumbezit; een van de Amsterdamse Joffers
- Prof. Edgar Blancquaert (1894-1964) - Vlaams-Nederlandse culturele integratie; bracht vanaf de jaren twintig de Reeks Nederlandse Dialektatlassen tot stand
- L.D. Broekema (1911-1979) - huisarts, was van 1946 tot 1979 drijvende kracht achter de Toneelvereniging Diever en het Shakespearetheater met jaarlijks voorstellingen in het Openluchttheater van Diever
- Frits Lugt (1884-1970) - onder meer oprichter Institut Néerlandais, Parijs; legde een collectie etsen van Rembrandt aan

1957
- Johannes Martinus Coffeng (1887-1966) - catalogiseerde de uitgebreide verzameling van het Toneelmuseum
- Mr. S. Baron van Heemstra (1879-1960) - natuurmonumenten; richtte samen met P.G. van Tienhoven 'Het Geldersch Landschap' op en was voorzitter van de Nederlandse Heidemaatschappij
- Prof. dr. J. van der Poel (1888-1982) - bracht de collectie van het Belasting & Douane Museum bijeen
- Anna Singer-Brugh (1872-1962) - stichtte de Singer Memorial Foundation met een museum en een concertzaal (1956)

1958
- Mr. Chr.P. (Chris) van Eeghen (1880-1968) - cultuurconservering; onder meer oprichter van de 'Vereniging Hendrick de Keyser' en voorzitter van de 'Vereniging Rembrandt'
- Hendrik Joan Calkoen (1894-1979) - (amateur)archeologie; stichter van de Archeologische Werkgemeenschap voor Westelijk Nederland
- P.T.A. (Piet) Swillens (1890-1963) - kunsthistorie; schreef standaardwerken over onder anderen Pieter Saenredam, Johannes Vermeer en Jacob van Campen
- Jan Hendrik Beaujon ("Jan Cultuur"; 1905-1989) - culturele leven op Aruba; onder meer voorzitter van de Stichting Cultureel Centrum Aruba

1959
- Ida van Dugteren (1892-1961) - van 1918 tot 1959 leiding gevend aan de Rotterdamse Volksuniversiteit en aan de Bond van Nederlandse Volksuniversiteiten
- Prof. mr. dr. G. van den Bergh (1890-1966) - sterrenkunde, tijdrekening, boekdruk; onder meer ontwerper Euroklok en tweelingdruk
- Mr. Adolph Staring (1890-1980) - cultuurconservering; onder andere directeur van de Nederlandse Kastelenstichting

### 1960-1969
1960
- D.J. (Doederus) Kamminga (1884-1977) - gewestelijk cultureel leven in Friesland; gaf leiding aan de Oudheidkamer in Dokkum, was voorzitter van de Federatie van Oudheidkamers in Friesland
- W.A.F. (Walter) Maas (1909-1992) - hedendaagse muziek; oprichter Stichting Gaudeamus
- Jobs Wertheim (1898-1977) - initiatiefnemer en oprichter van de stichting Openbaar Kunstbezit

1961
- Mevr. M. (May) Henriquez-Alvarez Correa (1915-1999) - culturele activiteiten op Curaçao
- E.R. (Eddy) Wessels - culturele activiteiten in Suriname; onder andere oprichter en dirigent van het Surinaams Philharmonisch Orkest (1930-1970)
- Prof. mr. A. (Anne) Anema (1872-1966) - cultuurfilosoof; verder onder andere hoofdredacteur van De Standaard (1932-1937) en mede-oprichter van Stemmen des Tijds (1911)
- Piet van Beveren (1894-1970) - geologie en archeologie in Zeeland; oud-stadsarchivaris in Zierikzee

1962
- Pater Piet Drabbe (1887-1970) M.S.C. - taalkunde en etnologie Nieuw-Guinea
- Dr. Maurits Van Haegendoren (1903-1994) - cultureel contact Nederland-België
- Mr. Gerrit Pieter van Tienhoven (1891-1969) - muziekleven in Utrecht; was onder meer voorzitter van het Utrechts Symfonie Orkest

1963
- J.B.C.M. van de Mortel (1902-1990) - gildewezen Noord-Brabant; was onder meer lid van de Illustre Lieve Vrouwe Broederschap in 's-Hertogenbosch
- Mr. Willem van Elden (1899-1983) - onder meer vertalingen Shakespeare, Carmina Burana
- Hendrik Gerardus Petrus Kleijn (1892-1976) en Gerard Dirk Swanenburg de Veye (1897-1981) - biologie, natuurfotografie; verzorgden onder meer publicaties over paddenstoelen

1964
- Prof. dr. A.D. Fokker (1887-1972) - muziek; ontwierp een orgel om in het 31-toonssysteem te kunnen spelen
- Jhr. mr. M. van der Goes van Naters (1900-2005) - natuurbescherming; was een van de eerste politici in Nederland die zich inzetten voor het behoud van het milieu
- M.B.B. Nijkerk (1894-1987) - verrijking museumbezit; bracht een collectie bibliofiele uitgaven uit de 20e eeuw bijeen, nu in het Stedelijk Museum Amsterdam; zette samen met Jan Greshoff en A.A.M. Stols de bibliofiele reeks Ursa Minor op

1965
- A.P.M. Lafeber (1893-1972) - dialectologie (onder andere standaardwerk over het Goudse dialect)
- Jhr. F.J.E. van Lennep (1890-1980) - chroniqueur; cultuurconservering; schreef boeken en artikelen over het Amsterdamse patriciaat in de negentiende eeuw; was bestuurslid van de 'Vereeniging tot het vormen van een openbare verzameling van hedendaagsche kunst' (Stedelijke Museum Amsterdam)
- C.J.W. van Waning (1901-1989) - cultuurconservering; was een van de initiatiefnemers van de oprichting van de 'Stichting Stamboek Ronde en Platbodemjachten'

1966

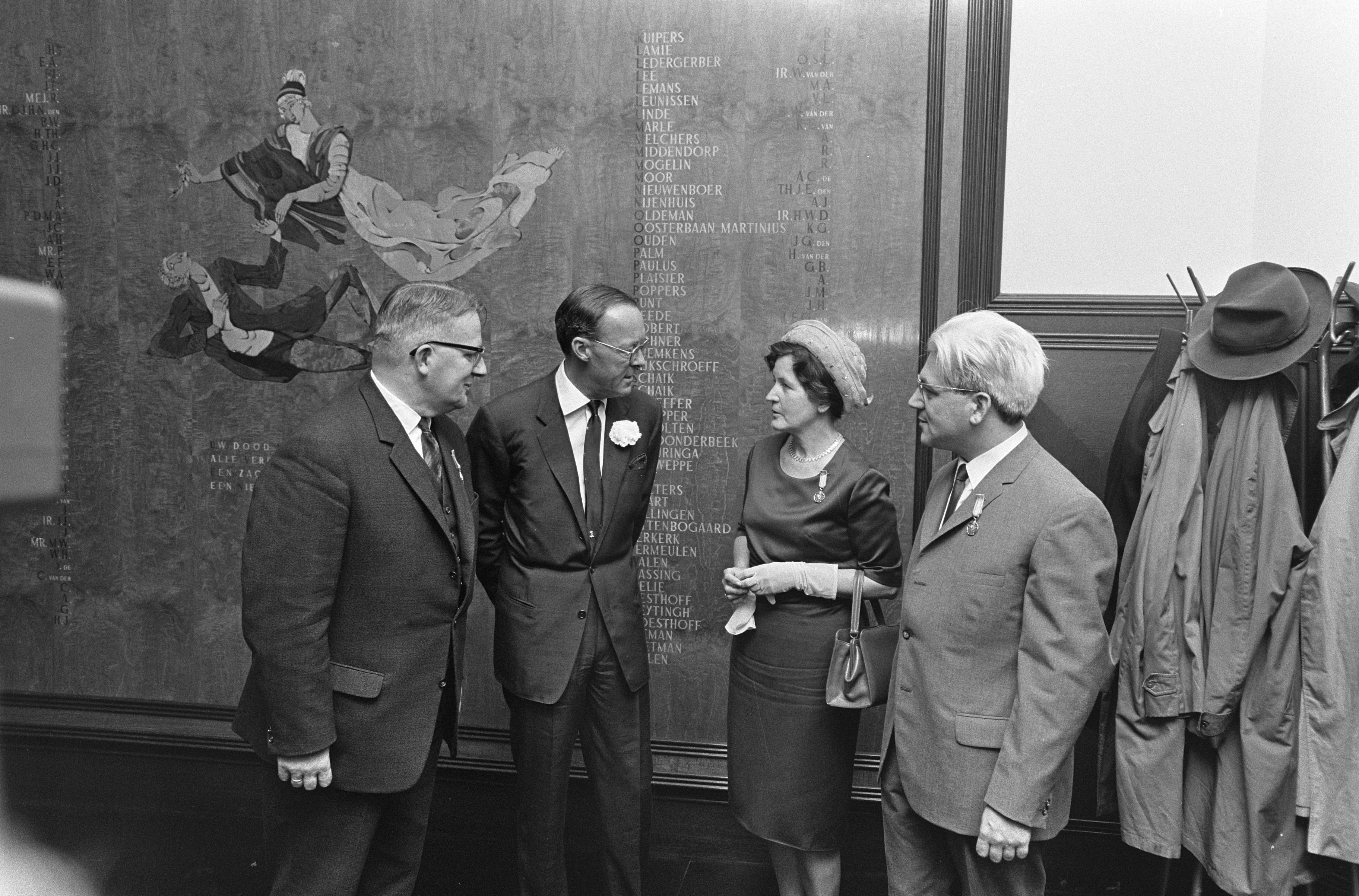
Uitreiking 1966 vlnr De Waard, prins Bernhard, Fennema-Zboray, broeder Erich (Bruno Ernst)

- Mevr. I.M. Fennema-Zboray (1914-2001) - kinderlectuur; richtte in 1954 het jeugdliteraire tijdschrift Kris Kras op
- J.A.F. (Hans) de Rijk, Broeder Erich (schrijvend onder de naam Bruno Ernst) (1926-20211) - volksontwikkeling; was onder meer mede-oprichter van de Volkssterrenwacht Simon Stevin te Hoeven en van het wiskundetijdschrift voor jongeren Pythagoras
- Mr. Romke de Waard (1919-2003) - cultuurconservering; onder meer mede-oprichter van het Museum van Speelklok tot Pierement in Utrecht, eerste voorzitter van de Nederlandse Klokkenspel-Vereniging

1967
- Meint Wiegersma (1888-1984) - volksontwikkeling en natuurbescherming in Friesland; onder andere mede-oprichter (1929) en eerste voorzitter van It Fryske Gea, mede-auteur van de Encyclopedie van Friesland (1958)
- Mr. Adrianus Albertus Johannes Rijksen (1894-1978) - onder meer voorzitter van het Fonds Goudse Glazen, auteur van het standaardwerk Gespiegeld in kerkeglas (1947)
- Gustav Leonhardt (1928-2012) - muziekleven, de leidende klavecinist van zijn generatie, belangrijke pionier van de authentieke uitvoeringspraktijk

1968
- Bernhard Wilhelm Siemens (1894-1978) - onder meer auteur van de Historische atlas van de provincie Groningen (1962)
- A. Bicker Caarten (1902-1990) - molenbehoud, volkskunde; schreef veel boeken over molens
- Frans Karner - monumenten Curaçao; was voorzitter van de Curaçaose Vereniging voor de Handel

1969

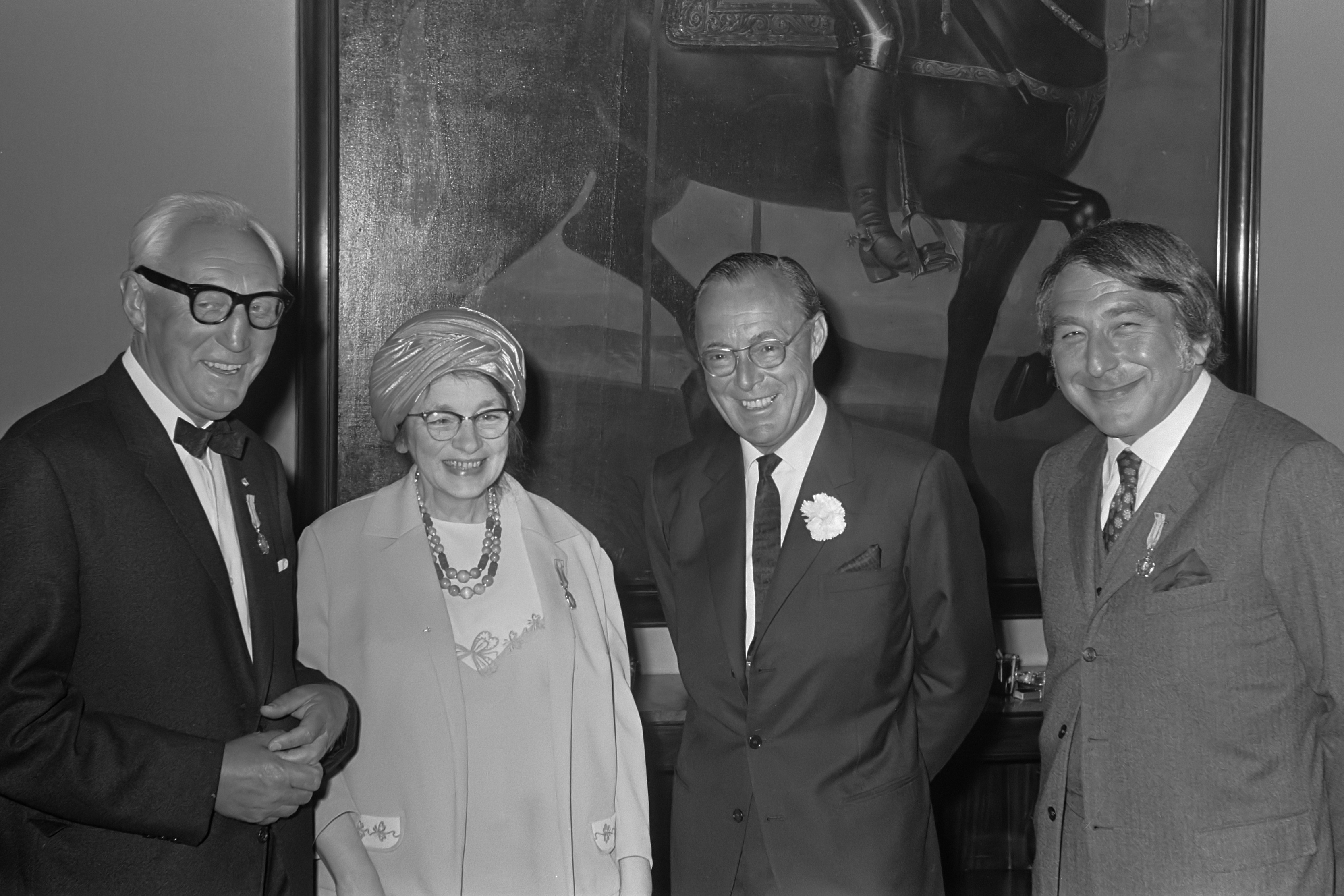
Uitreiking 1969 vlnr Wumkes, Bijtelaar, prins Bernhard, Orlow

- Mej. B.M. (Bep) Bijtelaar (1898-1978) - bouwgeschiedenis van Amsterdamse kerken; onder meer archivaris van de ‘Stichting De Oude Kerk te Amsterdam’, maakte met G.J. den Boggende een inventarisatie van de graven in de Oude Kerk te Amsterdam; zie ook de artikelen over Lieve Geelvinck en Emanuel de Witte
- Dr. D.A. Wumkes (1904-1995) - culturele activiteiten in Zuidoost-Drenthe
- Alexander Orlow (1918-2009) - legde de Peter Stuyvesant collectie aan, nadat dertien kunstenaars eind jaren vijftig waren uitgenodigd om te exposeren in de werkruimten van de fabriek waarvan Orlow directeur was

### 1970-1979
1970
- Mevr. H.A. (Jet) Polak-Schwarz (1893-1974) - muziekleven, wetenschap, maatschappelijk werk; was hoofdbestuurslid van het Humanistisch Verbond, was de eerste organisatiesecretaris van de International Humanist and Ethical Union; zette zich in voor humanistische huisvesting voor ouderen; schonk haar huis en kunstcollectie figuratieve kunst uit de 20e eeuw aan de gemeente Zutphen (Museum Henriette Polak)
- H. Beem (1892-1987) - Joodse geschiedenis en taal in Nederland; een van de belangrijkste pioniers op het gebied van de mediene-geschiedschrijving en het West-Jiddisj
- Ir. C.E.P.M. Raedts (1898-1983) - culturele activiteiten in (Nederlands) Limburg; was onder meer voorzitter van de stichtingsraad van het Limburgs Symphonie Orkest, voorzitter Stichting Heerlense stadsschouwburg; voorzitter bestuur van het Sociaal Historisch Centrum Limburg

1971

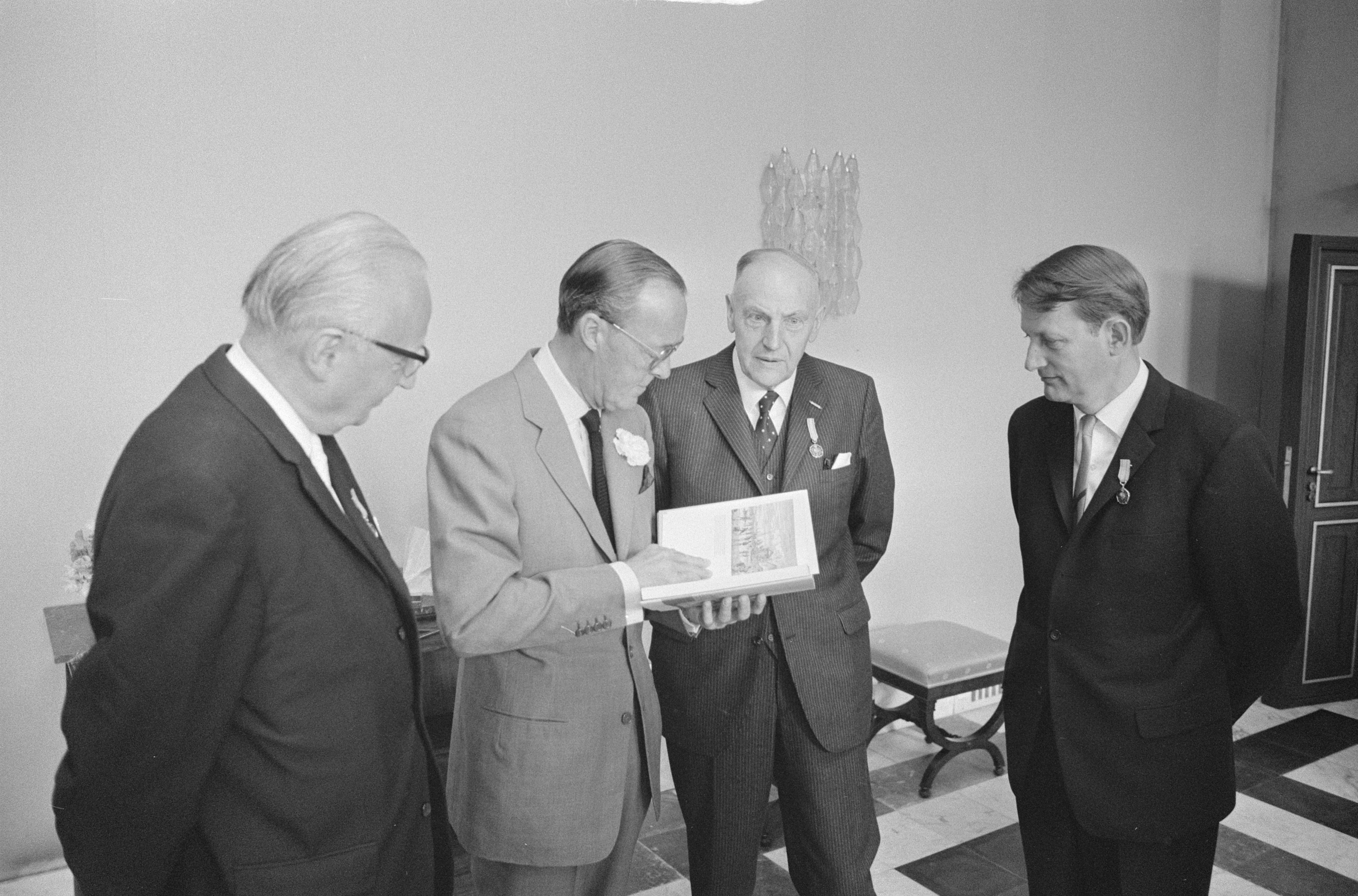
V.l.n.r. Frederik Wieder, prins Bernhard, Jacob Posch en Catharinus Hoek

- Jacob Posch (1900-1980) - cultuurconservering
- Frederik Wieder (1911-1987) - conservering, geschiedschrijving rijdend spoormateriaal
- Catharinus Hoek (1924-2013) - archeologie en historie Rotterdam en Zuid-Holland; kan worden aangemerkt als een van de eerste stadsarcheologen van Nederland

1972
- M.H. Gans (1917-1987) - auteur, samensteller Memorboek, platenatlas van het leven der Joden in Nederland van de middeleeuwen tot 1940, uitgegeven in 1971
- Frans Nieuwboer (1908-1988) - conserveerwijze fresco’s Romeinse oudheid
- L.G. (Louis) Le Roy (1924-2012) - ecologie, landschapsarchitectuur

1973
- Mevr. H.L.M.Ch. (Tilly) Talboom-Smits (1902-1978) - oprichtster en leidster van het Hofstads Jeugdorkest
- Mr. Nicolaas Debrot (1902-1981) - literator, actief op cultureel gebied, met name voor het Cultureel Centrum Curaçao; was gevolmachtigd minister en later gouverneur van de Nederlandse Antillen
- Remigius Dieteren (1915-1995) - oprichter Sociaal Historisch Centrum voor Limburg (SHCL) (1949)

1974
- Ir. A.D. van Dijk - culturele activiteiten in westelijk Suriname; was een van de initiatiefnemers van een nieuw Cultureel Centrum in Nickerie
- Hendrik Leendert Oussoren (1912-1974) - restauratie en conservering van het historisch orgelbezit; Rijksorgeladviseur
- H.F. de Boer - natuurbescherming in Friesland; voormalig voorzitter van de Friese vogelwacht, auteur van vogelboeken

1975
- Mevr. Tine F. Clevering-Meijer (1914-1981) - conservering Groninger borgen, klederdrachten; conservator van het Verhildersum Buiten in Leens; zie ook Tine Clevering-Meijerprijs
- Dr. Cornelis Wouters (1896-1978) - eigen cultuurwaarden van immigranten in Australië
- Ir. Jan Lodewijk Bonebakker (1907-2000) - muziekleven in Overijssel; oprichter en oud-voorzitter van Opera Forum; de latere Nederlandse Reisopera

1976
- Chris Leeflang (1904-1993) - bibliofilie; een van de oprichters van Stichting De Roos, voorzitter van de Stichting Collectieve Propaganda van het Nederlandse Boek, directeur van boekhandel Broese in Utrecht
- Jhr. Hendrik de Jonge van Ellemeet - Vereeniging Nederlandsch Historisch Scheepvaart Museum
- Rien Poortvliet (1932-1995) - natuurbeschermingseducatie met boeken als Jachttekeningen (1972), Vossen hebben holen (1973) en Te hooi en te gras (1975)

1977

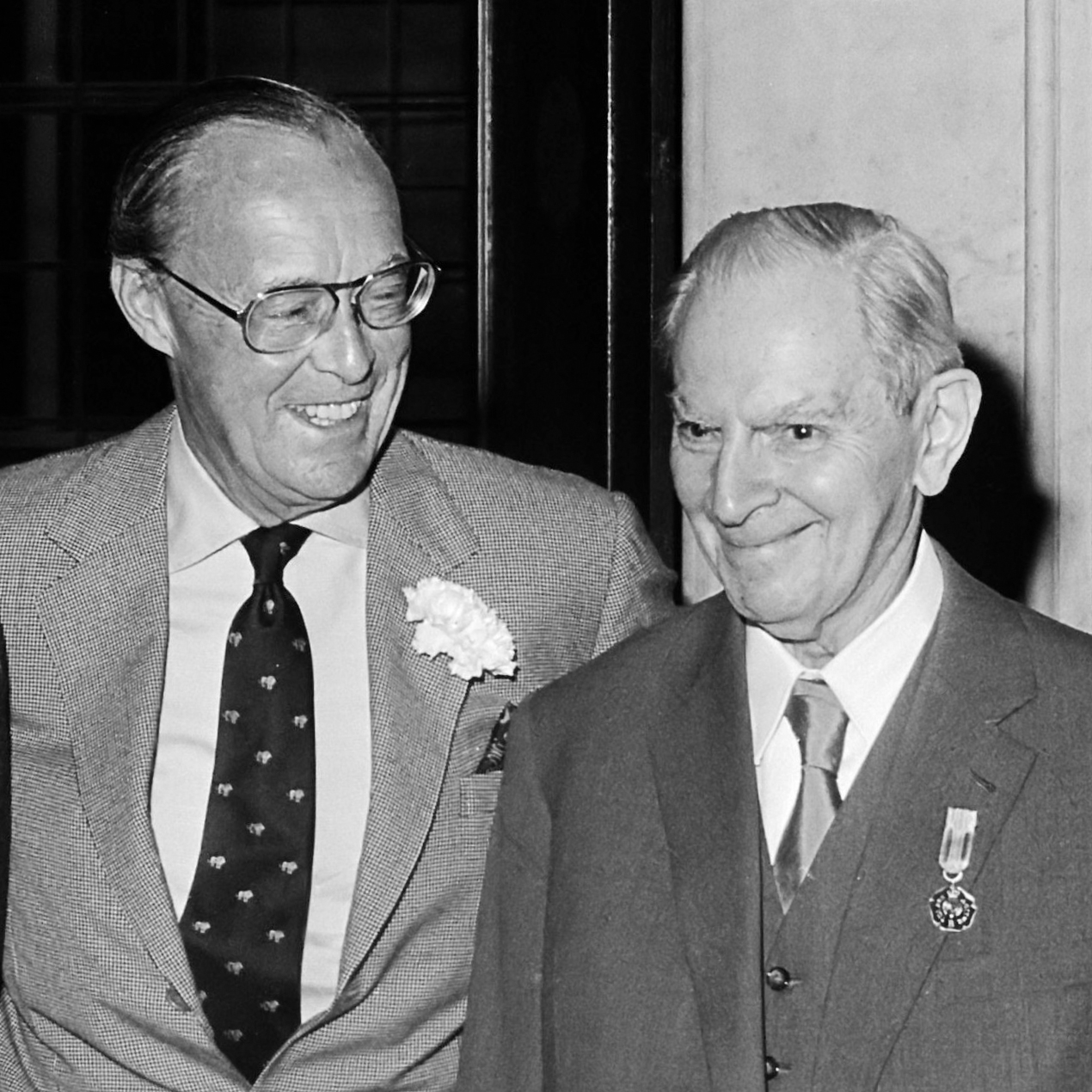
Uitreiking 1978 (Horodisch)

- Zr. Dorothea Herwegh (1930-) - boekrestauratie- en kunstatelier Sint-Catharinadal te Oosterhout
- Mr. F.J. Brevet (1893-1983) - culturele, kerkelijke en sociale activiteiten in Rotterdam; onder meer bestuurslid van de afdeling Rotterdam van het Nederlands Kunstverbond, lid van de Commissie van Toezicht van het Museum Boijmans Van Beuningen, bestuurslid van de Rotterdamse Kunstlichting, Quaestor-Generaal van de Nederlandse Hervormde Kerk
- S.C.H. Leenheer (1917-2010) - archeologie en geschiedenis van Rijnsburg

1978
- Dr. Abraham Horodisch (1898-1987) - boekgeschiedenis, bibliografie, bibliofilie; bouwde een collectie op van ca. 8000 boeken en tijdschriften met als thema "het boek"
- Jhr. mr. M.C.W. de Jonge (1911-2001) - was secretaris van de Stichting Wijnhuisfonds, gericht op restauraties in Zutphen
- Gerrit Kuipers (1918-2011) - geschiedenis, het volksleven en de streektaal van Drenthe; onder meer redactielid van het maandblad Drenthe, voorzitter van de Drentse Schrieverskring, mede-oprichter van de Drentse Historische Vereniging

1979

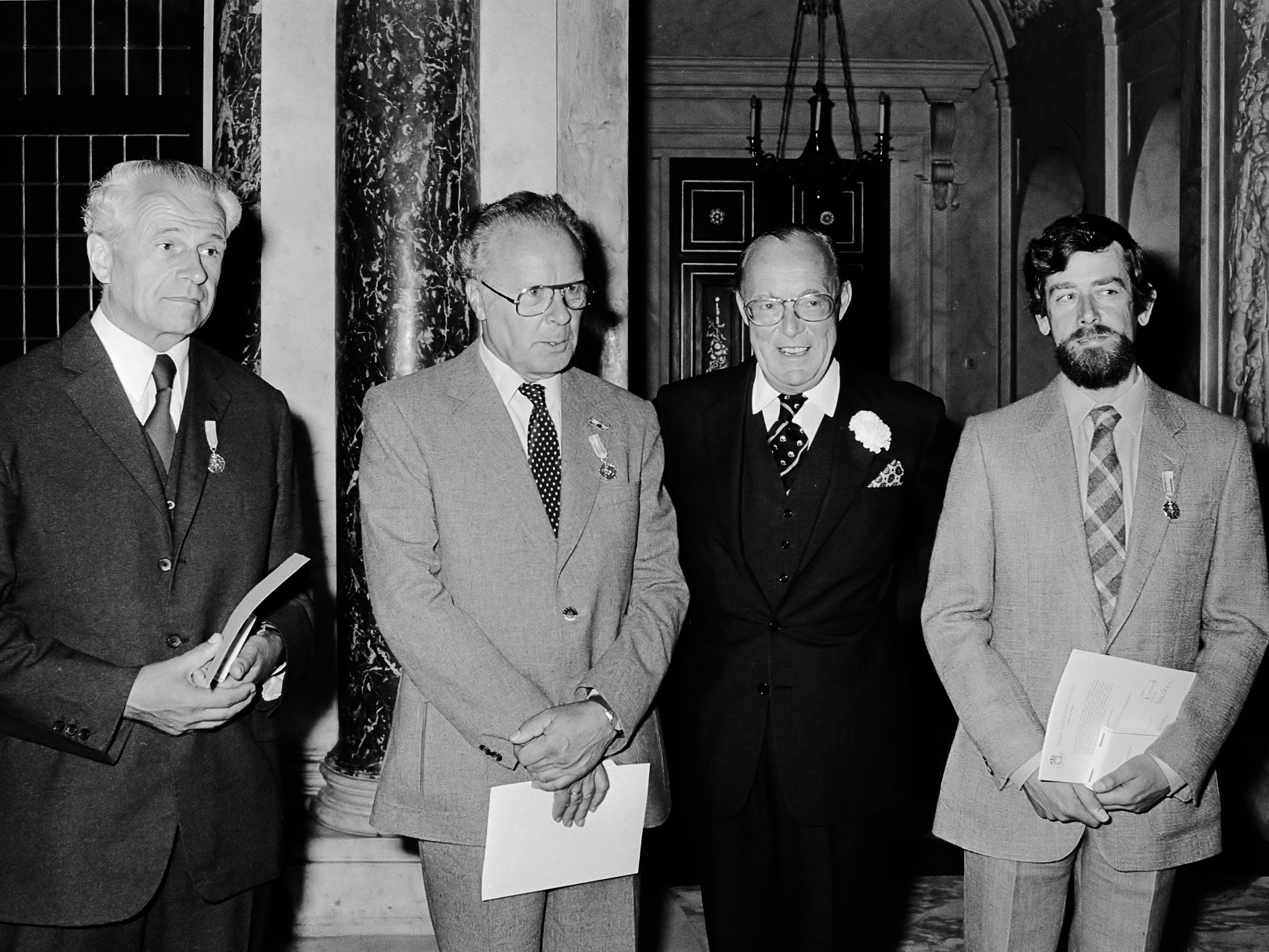
Uitreiking 1979 vlnr Overbosch, Schilstra, prins Bernhard, Kramer

- J.J. (Johan) Schilstra (1915-1998) - publicaties regionale cultuurgeschiedenis van Noord-Holland, onder andere Dit land boven het IJ (1964), In de ban van de dijk, de Westfriese Omringdijk (1974)
- Ds. W.G. Overbosch (1919-2001) - voorzitter Van der Leeuwstichting (voor kerk en kunst); daarnaast bestuurslid van de Interkerkelijke Stichting voor het Liedboek en lid van de Hervormde Raad voor de Eredienst
- Walter Kramer (1937-2010) - monumentenzorg; initiatiefnemer van de Monumentenwacht Drenthe

### 1980-1989
1980

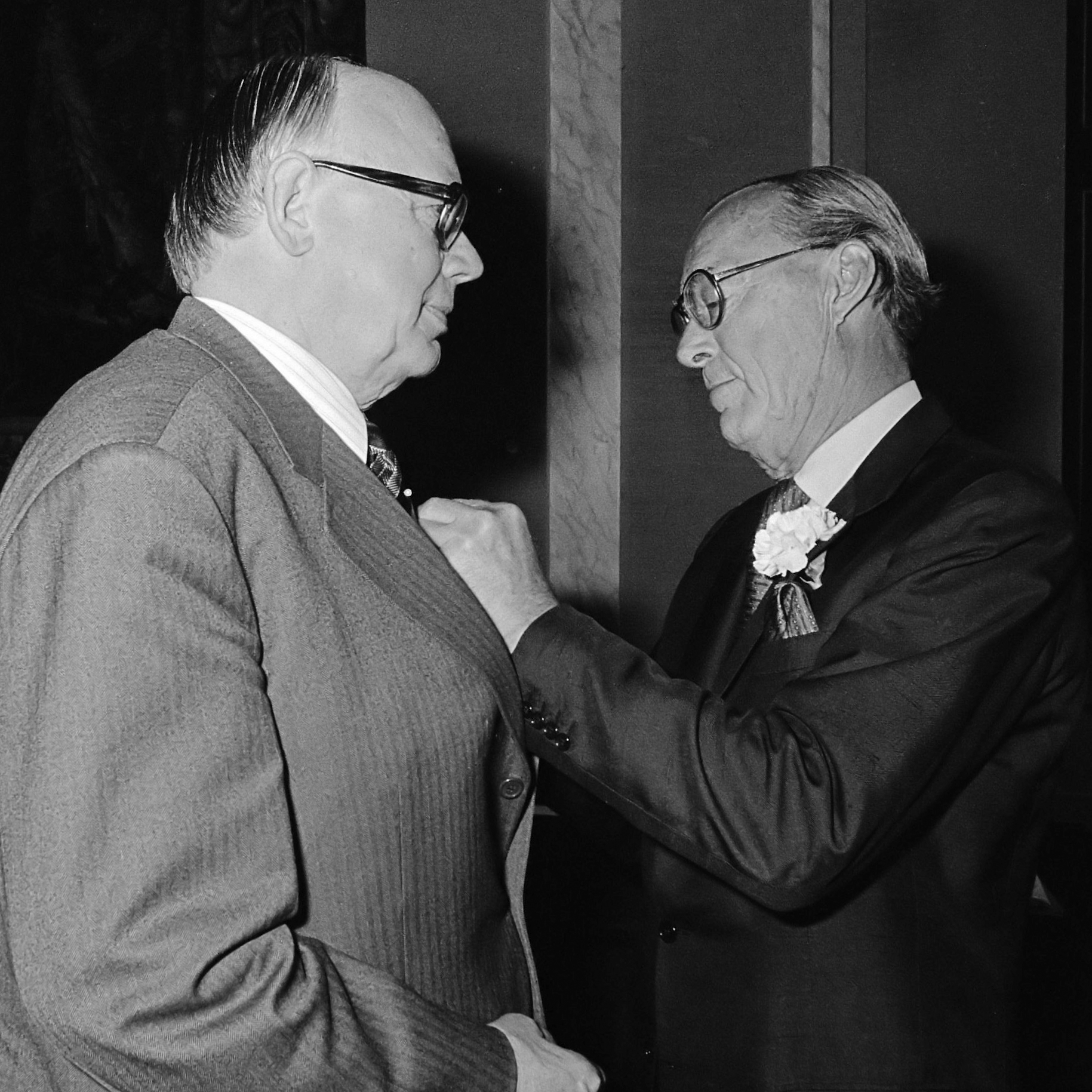
Uitreiking 1980 (Van Valkenburg)

- Jhr. mr. C.C. van Valkenburg (1910-1984) - genealogie, iconografie; was voorzitter van het Centraal Bureau voor Genealogie
- J. (Jacob) de Bree (1916-1996) - Zeeuws zilver en Zeeuwse klederdracht
- Mr. dr. Gerrit Overdiep (1919-1998) - facetten van de geschiedenis van Groningen; zette zich in om de vesting Bourtange te restaureren

1981
- B. (Bé) Dubbe (1920-2007) - historie kunstambacht-techniek; autoriteit op het gebied van Zwols zilver
- H.J.E. (Hendrik Jan) van Beuningen (1920-2015) - archeologie gebruiksvoorwerpen; oprichter Stichting Middeleeuwse Religieuze en Profane Insignes
- Drs. G.J.A. (Gerard) Schampers (1921-2006) - regionale activiteiten in Noord-Brabant; een van de oprichters van het Zuidelijk Toneel/Globe, oprichter van de Stichting Vrienden van het Brabants Orkest, lid van de Culturele Raad Noord-Brabant

1982
- Dr. M. Niemeijer (1902-1987) - composities schaakproblemen, publicaties, documentatie; schonk in 1948 zijn verzameling schaak- en damboeken, in totaal 7.000 titels, aan de Staat der Nederlanden, de collectie werd opgenomen in de Koninklijke Bibliotheek
- A. Bokma (1917-1990) - volkshogescholen, molens, regionale cultuur

1983
- Mevr. C.H. (Lotte) Delfin-van Mourik Broekman (1914-2010) - archeologie pre- en protohistorie Utrechtse Heuvelrug en de Neder-Betuwe
- Wim de Veen (1922-2012) - natuurbescherming in Limburg
- Prof. dr. ir. E.H.P. (Erik) Cordfunke - oudheidkundig bodemonderzoek in Alkmaar

1984
- Mr. Piet Cleveringa (1917-2013) - amateurtoneel en beeldende kunst; legde een collectie Nederlandse grafiek aan en richtte mede het LAKtheater op.
- H.G. (Herman) van Slooten (1913-1994) - cultuur in Friesland; was onder meer bestuurder van het Fries Genootschap, het Fries Museum, het Fries Scheepvaart Museum, de Ottema-Kingma-Stichting, de Culturele Raad van Leeuwarden, de Koninklijke Vereniging De Friesche Elf Steden (40 jaar lang) en van het Stamboek Ronde en Platbodemjachten

1985
- G.J. de Joncheere (1909-1989) - wetenschap; pteridoloog
- Drs. W.H.Th. (Willy) Knippenberg (1910-2005) - volkskunst; groef exact 4822 Romeinse munten op en gaf meer dan 1600 lezingen in zowat alle plaatsen van de provincie Noord-Brabant; inventariseerde het kunstbezit van het Bisdom 's-Hertogenbosch; was ook vermaard als beschrijver van de Noord-Brabantse vogelwereld. Een belangrijke Noord-Brabantse "Erfgoedprijs" is naar hem genoemd (Willy Knippenbergprijs)
- Lenie 't Hart (1941) - natuurbehoud; bekend van de zeehondencrèche in Pieterburen
- Marga Kool (1949) - streekcultuur Drenthe; schrijfster

1986
- J.C. (Juan) Lampe (1920-2019) - cultuurbehoud Nederlandse Antillen; pianist, zanger, dichter (onder andere de tekst van Aruba Dushi Tera, het volkslied van Aruba), componist, schrijver en schilder; hij is bekend onder de artiestennaam "Padú del Caribe"
- H.J. (Henk) Slijper (1922-2007) - natuurbehoud; schilder van (stoot-)vogels, illustrator van boeken over de natuur, waaronder "Roofvogels en uilen in Europa" van Karel Voous
- Freek Velders (1928-1994) - culturele activiteiten (Rotterdams Jongenskoor)
- Dr. H.J. (Henk) van der Wiel (1920-1994) - numismatiek

1987
- Mevr. Dien Tjallingii (1907-1990) - mycologie
- H.A.C. (Harrie) Beex - heem- en volkenkundige geschiedenis, met name van Noord-Brabant; onder meer voorzitter van de Stichting Brabants Heem; schreef verschillende openluchtspelen, maakte met Floor van de Putt het Het Lied van Hertog Jan
- J. Hulsker (1907-2002) - kunst, met name Vincent van Gogh; schreef het standaardwerk "Van Gogh door Van Gogh. De brieven als commentaar op zijn werk" (1973)
- Mr. dr. L.J. (Ludo) Pieters (1921) - culturele activiteiten, onder meer voorzitter van de Stichting P.C. Hooft-prijs voor Letterkunde; heeft een belangrijke bijdrage geleverd aan de ontplooiing van het sociaal-cultureel leven van Rotterdam
- T. de Vries - volksontwikkeling

1988

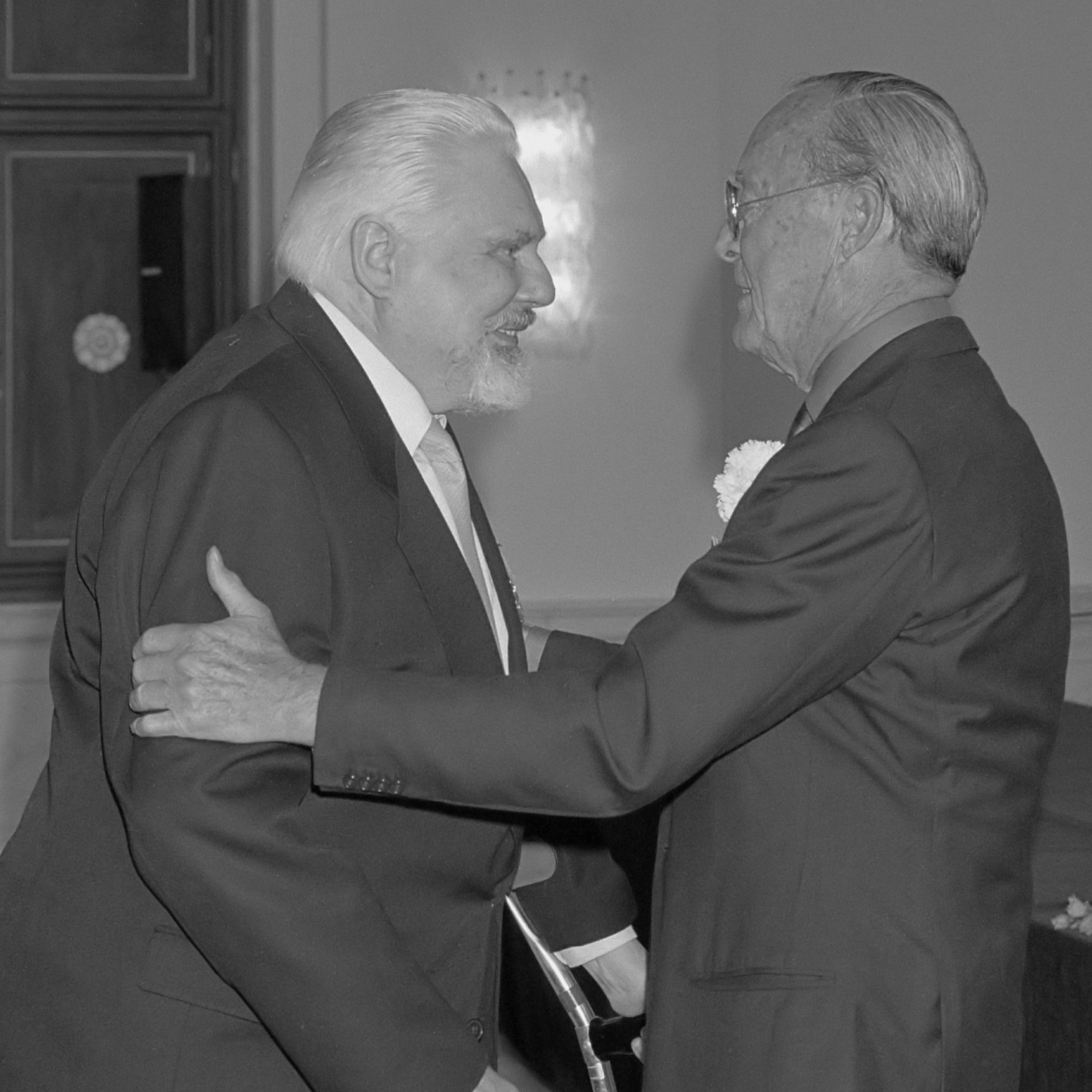
Uitreiking 1988 (Noske)

- Mw. E.J. van den Broecke-de Man (1898-1998) - Zeeuwse cultuur en dialecten
- Dr. E. Kits van Waveren (1906-1995) - mycologie; het Rijksherbariumfonds draagt thans zijn naam
- Geurt Brinkgreve (1917-2005) - monumentenzorg; uiterst succesvol monumentenbeschermer in Amsterdam, onder meer bestuurslid van de Bond Heemschut
- Willem Noske (1918 - 1995) - Nederlands muziekverleden; mede-oprichter van de Vereniging voor Oude Nederlandse Muziek, was grondlegger van de stichting Musica Neerlandica

1989
- Dr. Fop I. Brouwer - milieu- en natuurbeschermingseducatie; beroemd door zijn natuurrubriek op zondagmorgen bij VARA-radio "over alles wat groeit en bloeit en ons altijd weer boeit"
- Dr. J.M. (Jan) van Susante (1913 - 2003) - natuurbehoud en monumentenzorg; onder andere voorzitter van Het Limburgs Landschap; kocht Kasteel Goedenraad te Eys
- Henk Schoorl (1920-1997) - cultuurhistorie van Noord-Holland
- Albert Waalkens (1920-2007) - beeldende kunst; Galerie Waalkens in Finsterwolde neemt een belangrijke plaats in in de Nederlandse kunstwereld
- Ton Neuhaus (1935-2014) - Zaans molenbestand; conservator Molenmuseum in Koog aan de Zaan

### 1990-1999
1990
- Mw. Carmen Simmons-Nicholson (1931-2022) - culturele activiteiten op Saba; een van de initiatiefnemers van het Saba Carnaval, curator van het Major Osmar Ralph Simmons Museum
- Jan Kassies (1920-1995) - kunst en cultuur; was onder andere algemeen secretaris van de Raad voor de Kunst, directeur van de Amsterdamse Theaterschool,voorzitter van de VPRO en van het Stimuleringsfonds voor Nederlandse Culturele Omroepproducties
- L.M.J. (Leen) de Keijzer - archeologie en historie van het Kromme Rijngebied; naar hem is de Archeologische Werkgroep 'Leen de Keijzer' van de Archeologische Werkgemeenschap voor Nederland genoemd
- Louis Pirenne (1924-2014) - archieven en Brabantse samenleving; Rijksarchivaris in de provincie Noord-Brabant
- L.J. de Ruiter (1919-2008) - kunst en cultuur; oud-burgemeester van het Noord-Hollandse kunstenaarsdorp Bergen
- Prins Bernhard (1911-2004) - cultuur- en natuurbehoud

1991
- Mw. drs. R.C. (Ted) Musaph-Andriesse (1927) - Joods cultureel erfgoed; was voorzitter van het Joods Historisch Museum
- Ds. M.J.J. Gaaikema (1909-2003) -  voor het herstel van de culturele betrekkingen tussen Nederland en Duitsland na de Tweede Wereldoorlog
- Candidus van der Linden (1919-1998) - ornithologie van de Nederlandse Antillen
- E.R.R. (Edgar) Palm (1908-1998) - Antilliaanse dansmuziek
- Prof. dr. J.W. Schulte Nordholt (1920-1995) - letterkunde; dichter en hoogleraar in de geschiedenis en cultuur van Noord-Amerika

1992
- Dr. J.B.W. (Johan) Polak (postuum) (1928-1992) - letterkunde; uitgever, essayist, bibliofiel, vertaler en mecenas
- Mr. P.J.W. (Pieter) Beltjes - monumentenzorg in Gelderland; was Inspecteur van de archieven in. Gelderland
- Prof. dr. H.E. Henkes - conservering van glas
- Drs. K.S. (Karel) Levisson (1917-1999) - beeldende kunst in Overijssel; oprichter en eerste voorzitter van de Vereniging van Vrienden van het Rijksmuseum Twenthe; het grootste deel van zijn omvangrijke verzameling kwam in het bezit van het museum; mede-oprichter en eerste voorzitter van de Stichting Bornse Synagoge
- A.P. (Pieter) Schuddebeurs - zwerfsteengeologie

1993
- Ing. F.H.G. (Frans) Engelen (1920-2004) - archeologie Limburg; onder meer eindredacteur ‘Sprekende Bodem’ van de Nederlandse Geologische Vereniging, afdeling Limburg; schreef in een periode van 53 jaar 658 artikelen en publicaties
- Jaap Taapken (1925-2001) - ornithologie; mede-oprichter van het tijdschrift Het Vogeljaar
- F.L. (Frank) Davelaar (1928) - muziekleven Curaçao; richtte het koor Orfeon Crescendo op, was betrokken bij de eerste cd met Curaçaose muziek
- Pieter Moerenhout (1930-2018) - geestelijke vader van en drijvende kracht achter het Nationaal Muziekinstrumenten Fonds
- Ir. L.J. (Leo) Heijdenrijk (1932-1999) en mw. F.H.M. (Cis) Heijdenrijk-Osendarp - namen het initiatief tot oprichting van het Mondriaanhuis in Amersfoort

1994
- Franz (Peter) Rester (1902-1995) en mw. H.J. (Hetta) Rester-Scheffer (1915-2006) - muziek; organiseerden ruim 1000 huiskamerconcerten (Suite-concerten), waarbij jonge musici de kans kregen om op te treden en het publiek kon kennismaken met hedendaagse componisten
- G.W. (Willem) Barendsen (1924) - cultuurbehoud; richtte het Nederlands Bakkerijmuseum Het Warme Land in Hattem op
- Dr. A.J. (André) Lehr (1929-2007) - campanologie; mede-oprichter van het Nationaal Beiaardmuseum te Asten
- Mw. mr. J.M. (Jacoba) de Jonge-de Meijere (1941) - historische mode- en streekdrachten
- Sjoerd Westra (1940-2012) - muziek; instructeur van muziekkorpsen, componist

1995
- Dr. ir. G.M.M. (Gerard) Houben (1920-2006) - metrologie
- Benno Premsela (1920-1997) - bestuurlijke activiteiten; ontwierp interieurs en tentoonstellingen, de populaire Lotek-lamp, etalages voor De Bijenkorf; speelde een rol in de Raad voor de Kunst, de Raad voor Industriële Vormgeving, de Kröller Müller-Stichting en de Stichting Fonds voor Beeldende Kunsten, Vormgeving en Bouwkunst; was een prominente voorman van de Nederlandse homobeweging
- Mw. A.M.W. (Lide) Scholten-Miltenburg en prof. dr. Th.M. (Theo) Scholten - beeldende kunst; oprichters van het Museum Beelden aan Zee in Scheveningen
- Nico Metselaar (1929-2017) - Goudse Glazen (zie ook 1967); was koster van de Sint-Janskerk in Gouda
- Mw. drs. Marjan Sax (1947) - Nederlandse vrouwenbeweging; is mede-oprichter van stichting Mama Cash, het onafhankelijk financieringsfonds voor vrouwen; stond aan de wieg van het Vrouwenhuis Amsterdam, vrouwencafé Saarein en het Lesbisch Archief Amsterdam

1996
- Prof. Hans Bloemendal, voor zijn bijzondere bijdrage aan het behoud van het Joods cultureel erfgoed in Nederland
- Mw. J.R. de Vries-Snoeck, beter bekend als Hans Snoek (1911-2001) - culturele activiteiten; richtte het Scapino Ballet en de Stichting Jeugdtheater Amsterdam op
- Prof. dr. Hans (Joseef ben Michael) Bloemendal (1923) - Joodse liturgische muziek; de oppervoorzanger van de Nederlands-Israëlietische Hoofdsynagoge in Amsterdam
- Mr. W.O. Koenigs - bestuurlijke activiteiten; was voorzitter van de Vereniging Rembrandt
- Dr. H.E. (Henny) Coomans - edelsteenkunde
- Jan Pluis - de Nederlandse wandtegel

1997
- Mw. D.I. (Inge) Bouman-Heinsdijk - natuurbehoud; mede-oprichtster Foundation Reserves for the Przewalski Horse
- A.J. (Toon) Creusen - muziek; bouwde het Muziekconcours te Kerkrade uit tot het belangrijkste festival voor blaasmuziek in de wereld
- Mr. A.F. (Frank) Mohr (1931-1998) - bestuurlijke activiteiten; was cultureel adviseur van stad en provincie Groningen en voorzitter van de adviesraden van Academie Minerva en het Prins Claus Conservatorium; gedreven pleitbezorger van zelfstandigheid en vernieuwing van het kunstonderwijs in Noord-Nederland; het Frank Mohr Instituut is onderdeel van de Faculteit der Kunsten van de Hanzehogeschool Groningen

1998
- Mr. J.G.A. (Jos) Steemers - orgelcultuur; mede-oprichter van de Nijmeegse Orgelkring; voorzitter van de redactieraad van Historisch Orgel, een encyclopedie van de ruim 2000 orgels in Nederland
- Jan Voerman (1919-2005) - roerende monumenten; voormalig bestuurslid van de Tramweg-Stichting en tramliefhebber, ook stond hij aan de basis van de oprichting van de SVA (Stichting Veteraan Autobussen) en de ADV (Autobus Documentatie Vereniging)
- Mr. ing. Ernest Voges (1931) - monumentenzorg op Curaçao; voorzitter Stichting Monumentenzorg Curaçao: sinds 1997 staat de historische kern van Willemstad op de Werelderfgoedlijst
- Drs. A. Vos - Joods cultureel erfgoed; ijverde voor de wederopbouw van de synagoge van Middelburg
- Drs. J.H.H. (Jaap) Zwier - geschiedenis van de natuurbescherming; legde de basis voor de Heimans en Thijsse Stichting, die een documentatiecentrum op het gebied van natuurbeleving, natuurstudie, natuurbescherming en natuureducatie in Nederland beheert

1999
- Drs. J.T. (Jan) Bremer (1932) - heemkunde; schreef meer dan honderd publicaties over de kop van Noord-Holland
- Henk Ruessink (1934-2008) - bestuurlijke activiteiten; nam het initiatief tot Bredevoort Boekenstad
- Drs. M.C. (Meijnard) Scheers (1932) - bestuurlijke activiteiten; voorzitter Stichting 'Het Woonhuismonument' in Groningen
- Dr. ir. J. (Jaap) Vermeer (1920-2010) - varende monumenten; heeft de geschiedenis van de Friese ronde- en platbodemjachten uitvoerig onderzocht en vastgelegd
- H.L. (Henk) Visser (1923-2006) - Nederlandse antieke wapens; heeft een wereldvermaarde collectie opgebouwd en heeft daarover gepubliceerd

### 2000-2009
2000
- Jan Naaijkens (1919-2019) - culturele verdiensten voor Noord-Brabant, met name Hilvarenbeek; drijvende kracht achter de Groot Kempische Cultuurdagen, oprichter van het Brabants Centrum voor Amateurtoneel, de Stichting Brabants Heem en van de Speelgroep Filiassi
- Mw. Marijke Overberg-Diemer Kool (1925-2014) - muziek, met name de verbinding tussen muziek en publiek; zakelijk en artistiek leider van het Brabants Kamerorkest, het huidige Musica Ducis Brabantiae
- H.M. (Rikus) Draijer (1943) - volkscultuur en folklore; secretaris van de folkloristische dansgroep Grunneger Daansers, vicevoorzitter van de Stichting Op Roakeldais te Warffum, vicevoorzitter Weltpräsidium van de Internationale Organisation für Volkskunst (IOV), voorzitter van de internationale commissie voor Festspiele en voorzitter van de Nederlandse afdeling van deze organisatie

2001
- Drs. G.P. (Gerard) Karstkarel (1945) - culturele verdiensten voor Friesland; onder andere mede-initiator van de Stichting Uniconsort, richtte de Stichting Moderne Architectuur Friesland op, bedacht de Slachtemarathon (2000)
- P.E. (Piet) Hamelink (1931) - culturele verdiensten voor Zeeuws-Vlaanderen; coördinator van de restauratie van de H. Willibrordus Basiliek in Hulst
- Louis van Gasteren (1922-2016) - culturele activiteiten; filmer, oprichter van de Stichting Artec en van de Stichting Vier Eeuwen Nederlands-Japanse Betrekkingen; nam het initiatief voor de kunstwerken 'Normaal Amsterdams Peil' en 'De wortels van de stad'; bedenker en uitvoerder van de - educatieve - inrichting van 'Neeltje Jans'
- Mr. dr. J.A. (Jacob) Schiltkamp (1920-2010) - monumentenzorg op Curaçao; onder meer voorzitter van de Stichting Monumentenzorg Curaçao
- Mw. Grietje de Wolf-Huls (1918-2006) - behoud Marker naaldwerk; maakte zich traditionele handwerktechnieken van Marken eigen en gaf daar les in

2002
- F.D. ('Boi') Antoin (1955) - cultuurbehoud op Bonaire; vele publicaties over de geschiedenis en de cultuur van Bonaire
- prof. S.J. (Joop) Doorman M.Sc. (1928-2009) - bestuurlijke activiteiten; onder meer voorzitter van de Vereniging voor Kunstzinnige Vorming en het Sweelinck Conservatorium en bestuurslid van de K.L. Poll-stichting voor Onderwijs, Kunst en Wetenschappen; was voorzitter van de VPRO en van de Stichting Skepsis
- B. Maes - gebouwd cultureel erfgoed en wooncultuur
- J.H.H. (Jacques) Stienstra (1932-2011) - cultuurbehoud; voorzitter van het Internationaal Vocalisten Concours ('s-Hertogenbosch), speelde een belangrijke rol bij de restauratie van de Kathedrale Basiliek van St. Jan in 's-Hertogenbosch; verder bestuursfuncties bij Operettevereniging uit Rosmalen, stichting ’s-Hertogenbosch Muziekstad, Vrienden van het Noordbrabants Museum, Museum Slager, stichting Archeologie, Bouwhistorie en Cultuur, Mattheus Passion, Cultuurfonds Soetelieve en stichting Nationaal Monument Sint Jan en adviseur van onder meer Kring vrienden van 's-Hertogenbosch, museum Religieuze Kunst in Uden, stichting Kasteel Heeswijk, Theater De Speeldoos in Vught, stichting Cultuurfonds ’s-Hertogenbosch
- Ton Stork (1923-2003) - cultuur- en natuurbehoud van de Vechtstreek; was voorzitter van de Commissie voor de Vecht en het Oostelijk en Westelijk, had zitting in de landinrichtingscommissie Amstelland; naar hem is de Ton-Stork-Vechten-voor-de-Vecht-Penning genoemd

2003

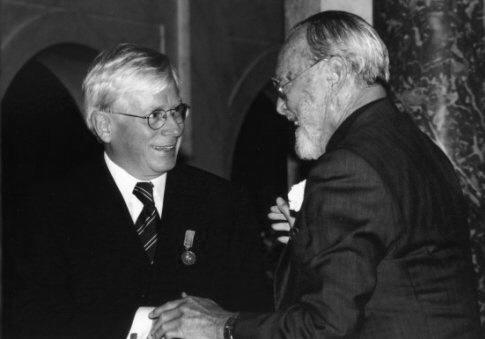
Karel van der Hucht en prins Bernhard net na de uitreiking van de Zilveren Anjer in 2003

- J.C.F. (Jo) Eyck (1929) - kunst en architectuur; bestuurslid van Stichting Limburgs Kunstbezit, Vereniging Rembrandt en Sikkens Foundation; de museumvleugel 'Hedge House', in de tuin van zijn woonhuis Kasteel Wijlre, is toegankelijk voor publiek
- drs. H.J.A.M. (Hein) van Haaren (1930) - bestuurlijke activiteiten; voorzitter van het bestuur van de Mondriaan Stichting en bestuurslid van het Nederlands Architectuurinstituut te Rotterdam, zat in besturen en commissies bij onder meer het Bedrijfsfonds voor de Pers, het Brabants Museum, de Stichting André Volten, de Rotterdamse Kunststichting en de Aankoopcommissie van het Rotterdamse Sophia Kinderziekenhuis
- dr. K.A. (Karel) van der Hucht (1946) - oprichter van de Stichting Indisch Thee- en Familie archief Van der Hucht c.s.
- Mw. Meta de Visser-Ameling (1929-2022) - voetveren; voorzitter van de Vereniging Vrienden van de Voetveren, heeft er mede voor gezorgd dat de kleine pontjes voor Nederland behouden blijven en dat verdwenen pontjes weer terugkomen

2004
- Mw. Christien Grootveld-Parrée (1942) - beeldende kunst; samen met haar man Rob Grootveld initiatiefnemer van het Chabot Museum in Rotterdam en oprichter van de Stichting Hendrik Chabot.
- Mw. Yvette Raveneau (1946) en Lloyd Narain (1946) - behoud cultuur en natuur op Curaçao; oprichters van Fundashon Defensa Ambiental en van Sosiedat Amigu di Tera
- Gré van der Veen (1936) - behoud streektaalliteratuur Groningen; heeft een groot aantal publicaties op haar naam staan
- Mw. Ineke Vink (1941) - toegankelijk maken van poppenspelcollecties; een van de oprichters van de Stichting Poppenspel Collecties en diens voorloper, 'De Vriendenkring Poppenmuseum Dordrecht'

2005
- Mr. Hein Bergé (1916-2010) en J.M.C. (Jan) van der Eerden (1926) - monumentenzorg ’s-Hertogenbosch; voorvechters van het behoud van de Binnendieze
- Mw. drs. J.M. (Janneke) van Groeningen-Hazenberg (1943-2007) en drs. J.J.W.P. (Jos) van Groeningen (1934) - beeldende kunst; oprichters van het museum voor figuratieve kunst ‘De Buitenplaats’ in Eelde
- Th.W. (Theo) Janssen (1930) - natuur- en cultuurhistorie van de Peel; heeft verzameling aangelegd van voorwerpen en verhalen die de landschappelijke en culturele geschiedenis van de Peel en haar bewoners documenteren
- Mw. G.C. (Gezina) Sevenhuijsen-van der Linde (1930) - zette het werk van haar man, dirigent Ru Sevenhuysen, de stuwende kracht achter Jeugd en Muziek Nederland, voort, waardoor het Jeugdmuziekkamp Woudschoten en het Jeugd Orkest Nederland bleven bestaan

2006
- Prof. mr. Piet Sanders (1912-2012) en mw. Ida Sanders-Sanders (1915-2010) - beeldende kunst; schonken meer dan vierhonderd kunstwerken, waaronder werk van Karel Appel, Hendrik Werkman en Constant aan musea in Nederland
- Charles Gomes Casseres (1921-2006) - Joodse traditie op Curaçao; bevorderde als voorzitter van het Joods Cultureel Historisch Museum het verzamelen en exposeren van voorwerpen uit de Joodse traditie
- Ir. F.S. (Foeke) de Wolf (1937-2010) - beiaardcultuur; was voorzitter van de Nederlandse Klokkenspel-Vereniging; heeft onder andere het internationale beiaardconcours nieuw leven ingeblazen
- G.B.H. (Harrie) ten Dam (1944-2013) - beeldende kunst; initiatiefnemer en mede-oprichter van de Kunstvereniging Diepenheim

2007
- Piet Bos ('Opera Pietje') (1936-2023) - operacultuur; eerst als etherpiraat, later via Radio Noord-Holland, werd hij dé ambassadeur van opera en belcanto.
- Klaas Bruinsma (1931-2018) - Friese letteren; vertaalde Ilias en Odyssee van Homerus in het Fries.
- Mart Groentjes (1937) - monumentale boerderijen; zette zich in voor het behoud van karakteristieke stolpboerderijen in Noord-Holland.

2008
- Elis Juliana (1927-2013) - cultuurbehoud op Curaçao. Hij heeft verhalen van oude Antillianen vastgelegd en kunst- en gebruiksvoorwerpen uit het verleden verzameld. Ook heeft hij de kennis over en het bespelen van oude Curaçaose muziekinstrumenten nieuw leven ingeblazen.
- Loek Dijkman (1942) - werkt al zo'n twintig jaar aan de totstandkoming van projecten op cultureel terrein, zoals het Orgelpark in Amsterdam en beeldengalerie Het Depot in Wageningen. Ook stimuleert hij talentvolle kunstenaars om zich te ontplooien.
- Cees Dekker (1946) - werkt al ruim dertig jaar aan het behoud van varend en industrieel erfgoed. Hij stond aan de wieg van de Federatie Oud-Nederlandse Vaartuigen en het Nationaal Register Varende Monumenten en bemoeide zich met De Stichting Industrieel Erfgoed Hoogovens.
- Hein van der Bruggen (1949) - is al dertig jaar bezig met het laten vastleggen van historisch belangrijke gebeurtenissen in Roermond en van levens van opmerkelijke Roermondenaren. Zelf schrijft hij over de meest uiteenlopende onderwerpen.
- Gerrit Hasendonckx (1952) - oprichter van de Werkgroep Archeologie van de scholengemeenschap Philips van Horne in Weert. Via de werkgroep heeft hij dertig jaar lang jongeren kennis over en liefde voor de archeologie bijgebracht.

2009
- Elisabeth Janssens (1923-2020) - vanwege haar inzet voor het in stand houden en vernieuwen van het geestelijk erfgoed in Nederland
- Winthrop Curiel (1934-2022) - spande zich al ruim veertig jaar in voor het behoud van cultuur en natuur op de Antillen en Aruba. Was voorzitter van het Prins Bernhard Cultuurfonds Nederlandse Antillen en Aruba
- Jan Koolen (1937) - meer dan veertig jaar actief als natuurbeschermer in het Nationaal Park De Biesbosch
- Jan Maarten Boll (1942-2020) - vanwege zijn inzet voor het behoud van kunstschatten voor Nederland en voor het terugbrengen van Hollandse kunst naar Nederland. Voormalig voorzitter van de Vereniging Rembrandt
- Henny Brunnekreeft (1943-2013) - heeft jarenlang de belangen behartigd van de amateurmuziek en aanverwante vormen in Nederland. Heeft leiding gegeven aan de Koninklijke Nederlandse Federatie van Muziekverenigingen

### 2010-2019
2010
- Ena Dankmeijer-Maduro (1920-2016) - voor het behoud en de uitbreiding van de door haar opgerichte Mongui Maduro Bibliotheek op Curaçao
- Jan Sonneveld (1924-2012) - legde zich vanaf 1988 toe op het verzamelen en beschrijven van religieuze gebouwen in Nederland
- Ria Geluk (Nieuwerkerk, 1946) - als initiatiefnemer van talloze projecten (waaronder de totstandkoming van het Watersnoodmuseum in Ouwerkerk) en bestuurder van velerlei sociale en culturele instellingen in Zeeland
- Rob Lokin (Ommen, 1946) - als de drijvende kracht achter het Afrika Festival te Hertme

2011
- Isabelle Gräfin zu Ortenburg-gravin van Aldenburg Bentinck (De Steeg, 1925 - aldaar, 2013) - voor de instandhouding van Kasteel Middachten
- Joke Sickmann (Amsterdam, 1932) - voor het behoud van industrieel erfgoed in Amersfoort
- Han Nefkens (Rotterdam, 1954) - als mecenas op het gebied van de internationale hedendaagse kunst

2012

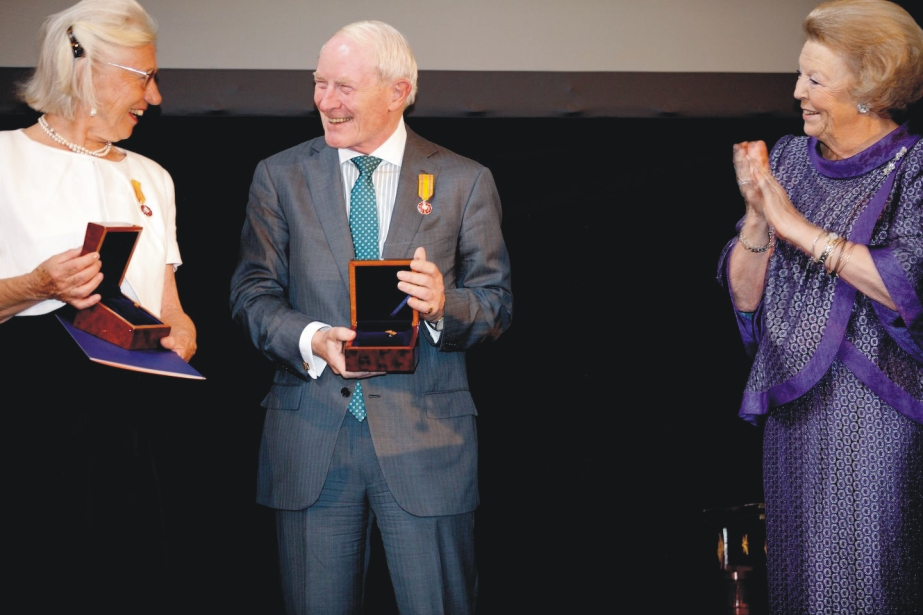
Uitreiking van de Zilveren Anjer in 2012: Neeltje van der Ven Blonk, Clemens van der Ven en koningin Beatrix

- Wim Statius Muller (Curaçao, 1930-2019) - voor zijn bijzondere bijdrage als componist en pianist aan de Curaçaose muziek
- Reint Wobbes (Hoogkerk, 1940) - voor zijn inzet ten behoeve van het cultureel erfgoed, met name middeleeuwse kerken en kerkhoven, in Groningen
- Clemens van der Ven (1941-2014) en Neeltje van der Ven-Blonk (1940-2024) - voor hun bijzondere bijdrage als moderne mecenas ten behoeve van kunst en cultuur

2013
- Frans Wytema (Beilen, 1940) - voor zijn inspanningen ten behoeve van het behoud en de restauratie van de Zaanse houtbouw en oude muziekinstrumenten
- Jos de Pont (Amsterdam, 1943-2024) - voor zijn rol als moderne mecenas ten behoeve van kunst en cultuur; hij is onder meer begunstiger van het Museum De Pont in Tilburg en Huis Marseille in Amsterdam
- Caroline de Westenholz (Londen, 1954) - voor haar inzet ten behoeve van de oprichting en instandhouding van het Louis Couperus Museum in Den Haag

2014
- Albert Groot (Alkmaar, 1953) - voor zijn rol als moderne mecenas ten behoeve van kunst en cultuur
- Hans Noordmans (Franekeradeel, 1929 - Sneek, januari 2014) - ontving de Zilveren Anjer postuum voor zijn inzet voor het behoud van het Koninklijk Eise Eisinga Planetarium te Franeker, het oudste nog werkzame planetarium ter wereld
- Jaap van Velzen (Amsterdam, 1931 - aldaar, 2016) - vanwege zijn inzet voor het behoud van het culturele erfgoed van het vooroorlogse joodse leven in Nederland

2015
- Hib Anninga (1940) voor zijn rol als moderne mecenas; grondlegger van Landgoed Anningahof
- Herman Lubberding (1934) voor zijn belangeloze inzet voor het archeologisch erfgoed en de culturele historie van Deventer en wijde omgeving
- Millicent Smeets-Muskus voor haar vrijwillige inzet voor de kunst en cultuur op Curaçao

2016
- Frans Peese Binkhorst (Doetinchem, 1935) en Lideke Peese Binkhorst-Hoffscholte (Sint Oedenrode, 1940) voor hun rol als moderne mecenas voor de hedendaagse Nederlandse beeldhouw- en penningkunst
- Jack Kooistra (Zwaagwesteinde, 1930) voor zijn werkzaamheden als chroniqueur van WO II door oorlogsslachtoffers een gezicht te geven en voor zijn inzet om oorlogsmisdadigers op te sporen
- Eric Zwijnenberg (Heiloo, 1946) voor zijn inspanningen ten behoeve van het molenbehoud in Nederland in het algemeen en in Noord-Holland in het bijzonder

2017
- Jan Buisman (Culemborg, 1925) voor zijn onderzoek naar en publicaties over het weer in Nederland
- Elise Wessels-van Houdt (Rotterdam, 1943) voor haar rol als moderne mecenas voor de beeldende en podiumkunsten
- Pieter Breuker (Schingen, 1945) voor zijn onderzoek naar de sportgeschiedenis in relatie tot kunst, taal en cultuur

2018
- Piet de Boer (Dordrecht, 1942) voor zijn inzet als voorzitter voor het Volendams Opera Koor.
- Alice van Romondt (Aruba, 1949) voor haar bijdrage aan de cultuur, de literatuur en de kunsten op Aruba.
- Hans van der Ven (Den Haag, 1942) voor zijn hulp aan met name het Rijksmuseum in Amsterdam bij het verwerven van kunstwerken die belangrijk zijn voor het erfgoed van Nederland.

2019
- Albert Goutbeek (Emmen bij Dalfsen, 1936) voor zijn grote inzet voor de cultuurhistorie, archeologie, cartografie en natuur van Dalfsen en omgeving.
- Paul Spapens (Hilvarenbeek, 1949) vanwege zijn vele en zeer diverse culturele initiatieven in Noord-Brabant.
- Herman en Cora Labberté-Hoedemaker (1934 en 1937) voor hun rol als mecenas voor studenten beeldende kunst en muziek in met name Noord-Nederland.

### 2020-2023
2020
- Kees Bos (1937), Koudekerke, voor zijn publicaties over Zeeland, met name de landschapsatlassen van Walcheren en de Oosterschelde
- Els Blokker-Verwer (1947), Laren, vanwege de schenkingen van haar en haar man Jaap Blokker (1942-2011) aan organisaties, onder meer werkzaam op het gebied van beeldende kunst en muziek, waaronder het Koninklijk Concertgebouworkest en het Leerorkest; ook heeft ze ruim honderd schilderijen (waaronder tientallen van Jan Sluijters) geschonken aan museum Singer Laren, en maakte ze het mogelijk dat het museum werd uitgebreid met een aantal museumzalen
- Albert Haar (1949), Zuidwolde, is een van de initiatiefnemers en presentatoren van De Literaire Hemel, een talkshow met schrijvers in het culturele café De Amer in het dorp Amen, medeoprichter en conservator van het C+B Museum, gewijd aan de legendarische Drentse bluesband Cuby & the Blizzards
- ISH van Marco Gerris

2021
- Barend van Benthem (1940) is groot kenner van Nederlands tafelzilver en combineert liefde voor het smeedwerk met kennis van heraldiek en genealogie; hij legde zijn kennis vast in vele publicaties en boeken en verbindt conservators, musea en verzamelaars
- Janine (1956) en Joop (1942) van den Ende is een bevlogen mecenas-echtpaar dat zijn expertise, bevlogenheid en kapitaal ruimhartig inzet voor theater, muziek en beeldende kunst; dankzij de VandenEnde Foundation kregen al 750 jonge talenten een studiebeurs om zich verder te ontwikkelen tot professioneel acteur, theatermaker, zanger, musicus, filmmaker of danser
- Johan Veenstra (1946) is Nederlands enige fulltime schrijver in het Stellingwerfs; zijn werk is prikkelend, creatief en persoonlijk en is daarmee van groot belang voor de ontwikkeling van literatuur in het Stellingwerfs, en van streekliteratuur in het algemeen

2022
- Daphne Wassink (1980) wordt omschreven als boegbeeld van de Nederlandse koorzang. Mede door haar inspanningen werd Koornetwerk Nederland dé vertegenwoordiger van de amateurkoorsector.
- Klaas Post (1953) is een bevlogen autodidact en citizen scientist op het gebied van de paleontologie. Hij heeft een verzameling van ruim 10.000 fossiele zeezoogdieren opgebouwd die onmisbaar is geworden voor het Natuurhistorisch Museum Rotterdam.
- Adolf Kock (1936) ontving een Zilveren Anjer vanwege zijn geschiedkundige kennis over Aruba. Met zijn kennis en verzameling van 1 miljoen foto's vanaf 1800 tot nu heeft hij een belangrijke bijdrage geleverd aan het behoud van ons cultureel erfgoed.

2023
- Trudy Van Riemsdijk-Zandee en Willem van Riemsdijk restaureerden het Doktershûs in Stiens, herstructureerden de daarbij behorende stinzenplantentuin en creëerden een concertzaal waar jong talent het podium krijgt. Ook gaven ze financiële ondersteuning voor de instandhouding van romaanse kerken en states in Friesland.
- Wesley Sekewael zet zich in voor het Vlissingse industriële erfgoed en dat van de voormalige scheepswerf de Schelde in Vlissingen.
- Eef Arnolds uit Holthe is bioloog en gepromoveerd als mycoloog (paddenstoelendeskundige), heeft een adviserende en besturende rol bij het Drents Landschap en heeft een ondersteunende rol bij het maken van atlassen over de Drentse flora en paddenstoelen.